# Uadi Mazafran
El Uadi Mazafran es un río  con un estuario en Argelia, que surge de la unión del Uadi Chiffa y el Uadi Djer,
que desemboca en el Mediterráneo separando el valiato de Tipaza y este del de  Argel.
Aproximadamente de 24 kilómetros de longitud, el río pasa a través de un área cubierta de bosques, y aún se pueden observar evidencias de los patrones de propiedad de la tierra establecida por los romanos.
No es navegable y se ha utilizado tradicionalmente para riego.